# سار پلینزی
سار پلینزی (نام علمی: Aplonis tabuensis) نام یک گونه از تیره سار است.